# Ана (митологија)
Ана (Ana) или Ану је божанство келтској митологији. 

## Култ
Ово божанство је поштовано у Ирској и чак су два брда у Манстеру сматрана њеним дојкама, који се сматрају њеним култом. Поштована је као богиња обиља и плодности, што је чини материнским божанством, блиском Дани и Бригити. Према другим изворима, она се поистовећује са Даном и њена деца су богови и богиње који су владали пре доласка Милесијана.